# Burger Time
Burguer Time es una cadena regional de comida rápida fundada en el año 1987 en Fargo en Dakota del Norte. La central de la compañía se encuentra en West Fargo. Burger Time posee sucursales en Minnesota, Dakota del Norte, y Dakota del Sur. La cadena empleaba como reclamo publicitario su eslogan: "It's Burgertime!" (es la hora de la hamburguesa) y "More good food for the money" (lo mejor por tu dinero). La cadena aparece en las primeras escenas de la película Retroceder Nunca Rendirse Jamás.